# (612719) 2003 WU188
(612719) 2003 WU188 est un objet transneptunien de magnitude absolue 5,7. Son diamètre est estimé à 178 km.
Un satellite, de nom provisoire S/2007 (2003 WU188) 1 a été découvert en 2007, son diamètre serait d'environ 129 km, les deux corps orbitent à environ 1 300 km l'un de l'autre. On peut donc parler d'un corps double.